# Nyamateke
Nyamateke är ett periodiskt vattendrag i Burundi.   Det ligger i provinsen Muyinga, i den norra delen av landet, 120 km nordost om huvudstaden Bujumbura.
Omgivningarna runt Nyamateke är en mosaik av jordbruksmark och naturlig växtlighet. Runt Nyamateke är det tätbefolkat, med 383 invånare per kvadratkilometer.